# Lijst van voetbalinterlands Litouwen - Moldavië
Deze lijst van voetbalinterlands is een overzicht van alle voetbalwedstrijden tussen de nationale teams van Litouwen en Moldavië. De landen speelden tot op heden acht keer tegen elkaar. De eerste ontmoeting, een vriendschappelijke wedstrijd, werd gespeeld in Chisinau op 20 mei 1992. Het laatste duel, eveneens een vriendschappelijke wedstrijd, vond plaats op 18 november 2013 in de Moldavische hoofdstad.

## Wedstrijden
| № | Plaats      | Datum            | Competitie        | Wedstrijd           | Uitslag |
| - | ----------- | ---------------- | ----------------- | ------------------- | ------- |
| 1 | Chisinau    | 20 mei 1992      | Vriendschappelijk | Moldavië – Litouwen | 1 – 1   |
| 2 | Kaunas      | 16 augustus 1998 | Vriendschappelijk | Litouwen – Moldavië | 1 – 1   |
| 3 | Larnaca     | 4 februari 2000  | Vriendschappelijk | Litouwen – Moldavië | 1 – 2   |
| 4 | Ta' Qali    | 9 februari 2002  | Vriendschappelijk | Litouwen – Moldavië | 1 – 0   |
| 5 | Chisinau    | 16 augustus 2006 | Vriendschappelijk | Moldavië – Litouwen | 3 – 2   |
| 6 | Marijampolė | 20 augustus 2008 | Vriendschappelijk | Litouwen – Moldavië | 3 – 0   |
| 7 | Tallinn     | 19 november 2008 | Vriendschappelijk | Litouwen – Moldavië | 1 – 1   |
| 8 | Chisinau    | 18 november 2013 | Vriendschappelijk | Moldavië − Litouwen | 1 − 1   |

## Samenvatting
| Competitie        | Totaal gespeeld | Winst Litouwen | Gelijk | Winst Moldavië | Doelsaldo Litouwen – Moldavië |
| ----------------- | --------------- | -------------- | ------ | -------------- | ----------------------------- |
| Vriendschappelijk | 8               | 2              | 4      | 2              | 11 − 9                        |
| Totaal            | 8               | 2              | 4      | 2              | 11 − 9                        |

## Details

### Eerste ontmoeting
| Vriendschappelijk (Chisinau, Moldavië, 20 mei 1992): |              | |
| Moldavië | 1 – 1        | Litouwen |
| Serghei Aleksandrov 5' | goals        | 78' Tomas Ramelis |
| Ion Caras | bondscoach   | Algimantas Liubinskas |
| Vasile Coşelev Ruslan Roic Alexandru Guzun 82' Alexei Scala 62' Serghei Stroenco Igor Oprea 46' Serghei Aleksandrov 62' Iurie Scala Veaceslav Medvedev Alexandru Spiridon Valeriu Căpătână 46' | opstellingen | Gintaras Staučė Arunas Mika Raimundas Vainoras Gyrius Kalvaitis Tomas Žiukas Tomas Ramelis Valdas Urbonas 46' Viktoras Olsanskis Gintaras Kvitkauskas 46' Audrius Žuta 46' Eimantas Poderis |
| Vladimir Gaidamaşciuc 46' Georghe Harea 46' Emil Caras 62' Iurie Miterev 62' Igor Ovcearenco 82'                                                                                               | wissels      | 46' Igoris Kirilovas 46' Ricardas Zdančius 46' 88' Remigijus Pocius 88' Tomas Gražiūnas |
| Alexei Scala ??' Alexandru Spiridon ??' | gele kaarten | |

### Tweede ontmoeting
| Vriendschappelijk (Kaunas, Litouwen, 16 augustus 1998): |       |                               |
| Litouwen                                                | 1 – 1 | Moldavië                      |
| Marius Bezykornovas 24'                                 | goals | 44' (e.d.) Naglis Miknevičius |

### Derde ontmoeting
| Vriendschappelijk (Larnaca, Cyprus, 4 februari 2000): |       |                           |
| Litouwen                                              | 1 – 2 | Moldavië                  |
| Arturas Fomenka 78'                                   | goals | 13', 76' Serghei Rogaciov |

### Vierde ontmoeting
| Vriendschappelijk (Ta' Qali, Malta, 9 februari 2002):                        |       |          |
| Litouwen                                                                     | 1 – 0 | Moldavië |
| Ricardus Beniušis 33'                                                        | goals |          |
| - Eerste interland van Moldavië onder leiding van bondscoach Viktor Pasulko. |       |          |

### Achtste ontmoeting
| Vriendschappelijk (Chisinau, Moldavië, 18 november 2013): |       |                       |
| Moldavië | 1 – 1 | Litouwen              |
| Artur Ioniţă 72' | goals | 39' Mindaugas Kalonas |
| - Debuut van Vladislav Ivanov (FC Costuleni) en Henrique Luvannor (FC Sheriff) voor Moldavië. - Debuut van Simonas Stankevičius (Leicester City) en Deimantas Petravičius (Nottingham Forest) voor Litouwen. |       |                       |

LFF · A-internationals · Bondscoaches · Statistieken · Litouws vrouwenelftal · Olympisch elftal · Litouwen U21 · Litouwen U20 · Litouwen U19 · Litouwen U18 · Litouwen U17 · Litouwen U16
1923 – 1929 ·
1930 – 1939 ·
1940 – 1949 ·
1950 – 1989 · 
1990 – 1999 ·
2000 – 2009 ·
2010 – 2019 ·
2020 − 2029
1923 · 
1924 · 
1925 · 
1926 · 
1927 · 
1928 · 
1929 · 
1930 · 
1931 · 
1932 · 
1933 · 
1934 · 
1935 · 
1936 · 
1937 · 
1938 · 
1939 · 
1940 · 
1941–1944 · 
1945 · 
1946 · 
1947 · 
1948 · 
1949 · 
1950–1955 · 
1956 · 
1957–1978 · 
1979 · 
1980–1989 · 
1990 · 
1991 · 
1992 · 
1993 · 
1994 · 
1995 · 
1996 · 
1997 · 
1998 · 
1999 · 
2000 · 
2001 · 
2002 · 
2003 · 
2004 · 
2005 · 
2006 · 
2007 · 
2008 · 
2009 · 
2010 · 
2011 · 
2012 · 
2013 · 
2014 · 
2015 · 
2016 · 
2017 ·
2018 ·
2019 ·
2020 ·
2021
Albanië ·
Andorra ·
Argentinië ·
Armenië ·
Azerbeidzjan ·
België ·
Bosnië en Herzegovina ·
Brazilië ·
Bulgarije ·
Chili ·
Cyprus ·
Denemarken ·
Duitsland ·
Egypte ·
Engeland ·
Estland ·
Faeröer ·
Finland ·
Frankrijk ·
Georgië ·
Gibraltar ·
Griekenland ·
Hongarije ·
Ierland ·
IJsland ·
Indonesië ·
Iran ·
Israël ·
Italië ·
Joegoslavië ·
Jordanië ·
Kazachstan ·
Koeweit ·
Kosovo ·
Kroatië ·
Letland ·
Liechtenstein ·
Luxemburg ·
Mali ·
Malta ·
Moldavië ·
Montenegro ·
Nieuw-Zeeland ·
Noord-Ierland ·
Noord-Macedonië ·
Noorwegen ·
Oekraïne ·
Oostenrijk ·
Polen ·
Portugal ·
Roemenië ·
Rusland ·
San Marino ·
Saoedi-Arabië ·
Schotland ·
Servië ·
Servië en Montenegro ·
Slovenië ·
Slowakije ·
Spanje ·
Tsjechië ·
Turkije ·
Turkmenistan ·
Verenigde Arabische Emiraten ·
Wit-Rusland ·
Zweden ·
Zwitserland
FMF · A-internationals · Bondscoaches · Moldavisch vrouwenelftal · Moldavië U21 · Moldavië U20 · Moldavië U19 · Moldavië U18 · Moldavië U17 · Moldavië U16
1990 – 1999 ·
2000 – 2009 ·
2010 – 2019 ·
2020 − 2029
1991 · 1992 · 1993 · 1994 · 1995 · 1996 · 1997 · 1998 · 1999 · 2000 · 2001 · 2002 · 2003 · 2004 · 2005 · 2006 · 2007 · 2008 · 2009 · 2010 · 2011 · 2012 · 2013 · 2014 · 2015 · 2016 · 2017 · 2018 · 2019 · 2020 · 2021 · 2022 · 2023 · 2024
Albanië ·
Andorra ·
Armenië ·
Azerbeidzjan ·
Bosnië en Herzegovina ·
Bulgarije ·
Canada ·
Cyprus ·
Denemarken · 
Duitsland ·
El Salvador · 
Engeland ·
Estland ·
Faeröer ·
Finland ·
Frankrijk ·
Georgië ·
Gibraltar ·
Griekenland ·
Hongarije ·
Ierland ·
IJsland ·
Indonesië ·
Israël ·
Italië ·
Ivoorkust ·
Jordanië ·
Kaaimaneilanden ·
Kameroen ·
Kazachstan ·
Kirgizië ·
Kosovo ·
Kroatië ·
Letland ·
Liechtenstein ·
Litouwen ·
Luxemburg ·
Malta ·
Montenegro ·
Nederland ·
Noord-Ierland ·
Noord-Macedonië ·
Noorwegen ·
Oeganda ·
Oekraïne ·
Oostenrijk ·
Polen ·
Portugal ·
Qatar ·
Roemenië ·
Rusland ·
San Marino ·
Saoedi-Arabië ·
Schotland ·
Servië ·
Slovenië ·
Slowakije ·
Tsjechië ·
Turkije ·
Venezuela ·
Verenigde Arabische Emiraten ·
Verenigde Staten ·
Wales ·
Wit-Rusland ·
Zuid-Korea ·
Zweden ·
Zwitserland